# فيكتور موسياكا
فيكتور موسياكا، (بالأوكرانية: Віктор Лаврентійович Мусіяка)‏ سياسي أوكراني من مواليد (28 يونيو 1946 في ميكولايف أوبلاست توفي 22 يوليو 2019) سياسي أوكراني ، واحد من لجنة كتابة دستور أوكرانيا